# Athi-Galana-Sabaki

Carte du Kenya représentant les villes et fleuves principaux

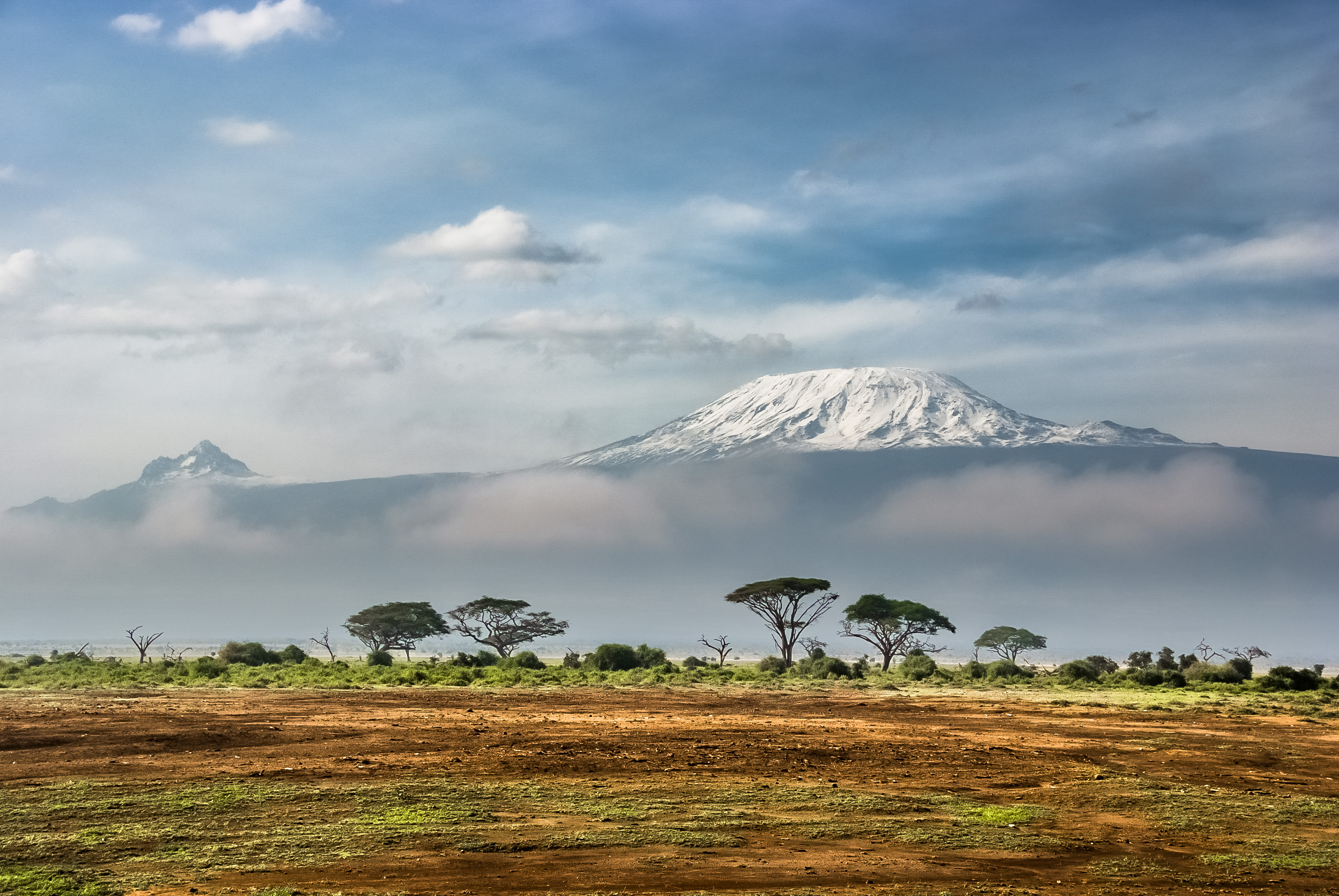
Photo du Kilimandjaro

Le fleuve Athi-Galana-Sabaki (ou fleuve Galana ou encore fleuve Sabaki, en anglais Athi-Galana-Sabaki River) est le deuxième plus long fleuve du Kenya après le Tana. D'une longueur de 390 km,  il couvre un bassin de 70 000 km². Il est tributaire de l'océan Indien et est formé au confluent des rivières Tsavo et Athi ; ainsi la partie supérieure de la rivière est appelé Athi et la partie inférieure Galana ou Sabaki.

## Géographie

### Partie supérieure du fleuve
Le fleuve Athi coule à travers les plaines de Kapote et d'Athi, irrigue la ville de Athi River puis bifurque vers le Nord-Est avant d'être rejoint par la rivière Nairobi (qui donne également son nom à la capitale du Kenya). Au Sud-Est de Thika il forme le système de Fourteen Falls (les Quatorze Cascades) qui est un lieu touristique. Le Athi tourne ensuite vers le Sud-Est au pied du plateau de Yatta, qui ferme son bassin à l'Est. Hormis les nombreux petits affluents dans la partie supérieure de la rivière, l’affluent principal est le Tsavo, qui le rejoint à l'Est du Kilimandjaro, au niveau du Parc National de Tsavo Est. 

### Partie inférieure du fleuve
Son cours d’eau inférieur (Galana-Sabaki) se forme de la réunion des fleuves Athi et Tsavo. Il traverse une zone aride et riche en quartz, en direction de l'Est, vers l’océan Indien. Dans cette partie, la vallée comprend nombre de petits lacs qui atteignent la rivière pendant la saison des pluies. À partir de ce moment le fleuve devient plus profond et plus impétueux et l’eau prend une couleur jaune. La rivière se jette dans l’Océan Indien, au Nord-Est de Malindi et au Sud de Mambrui.

## Faune
Les eaux de l'Athi-Galana-Sabaki sont peuplées par une faune riche et comprenant des hippopotames, des barbeaux et même des crocodiles. Il représente également un lieu de déshydratation, où, par exemple, des centaines d'éléphants viennent se désaltérer et se baigner, particulièrement lors de la saison sèche. A proximité de ces eaux, on peut trouver par ailleurs des espèces présentes dans le Parc National de Tsavo Est : koudous, buffles, cobes à croissant, élands, guérénouks,  oryx, impalas, girafes. L'avifaune est aussi importante : tisserins buffle, étourneaux, perroquets, barbus et rolliers nichent dans les troncs épais des baobabs.

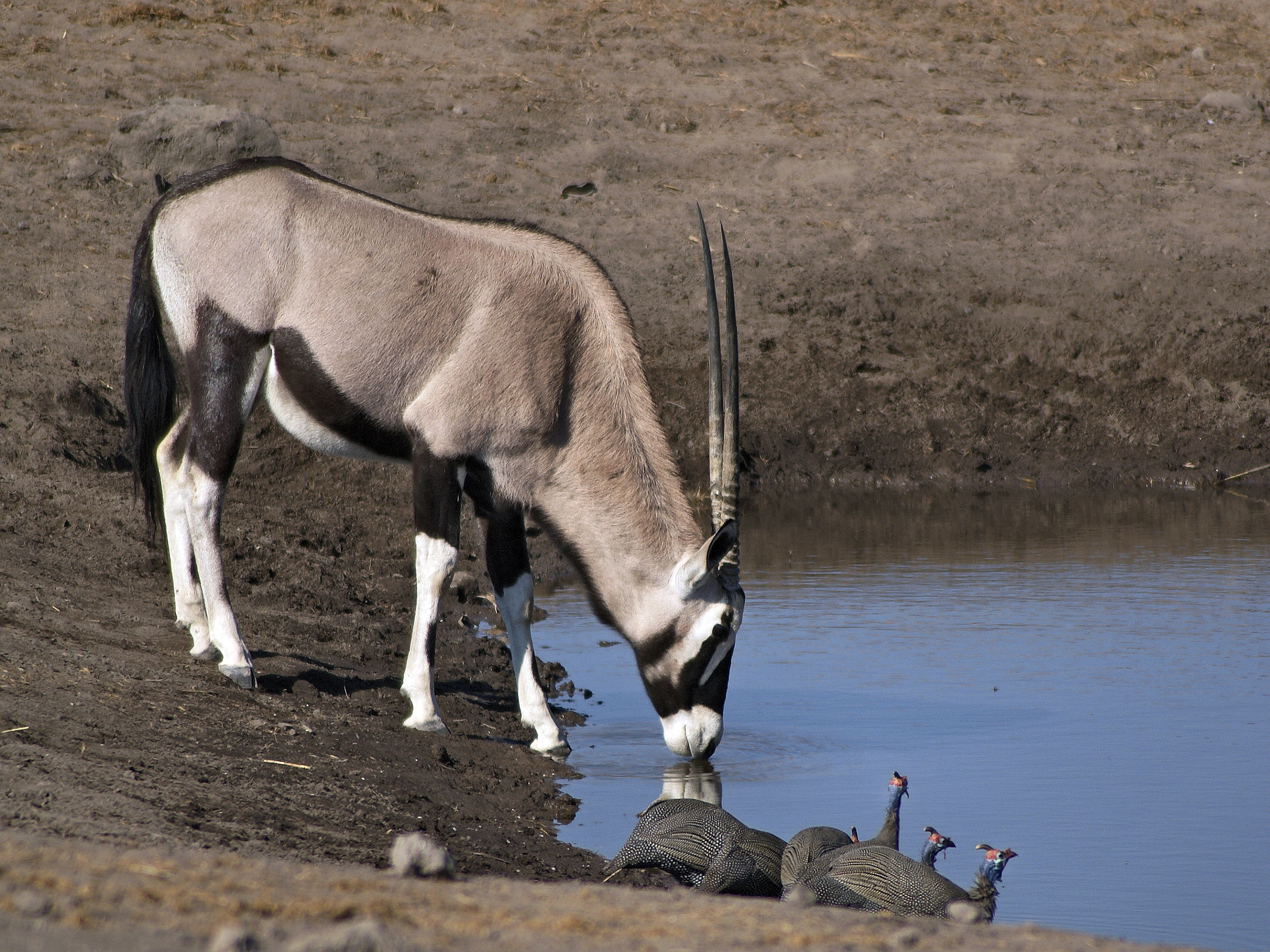
Oryx se désaltérant